# 地震工程

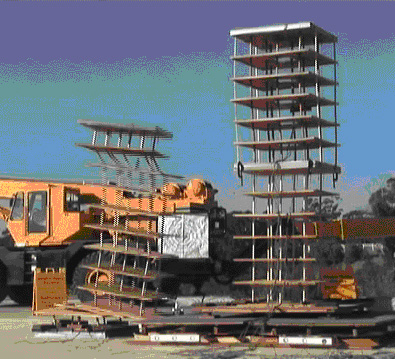
測試地震對一般建築與基礎隔離建築的影響

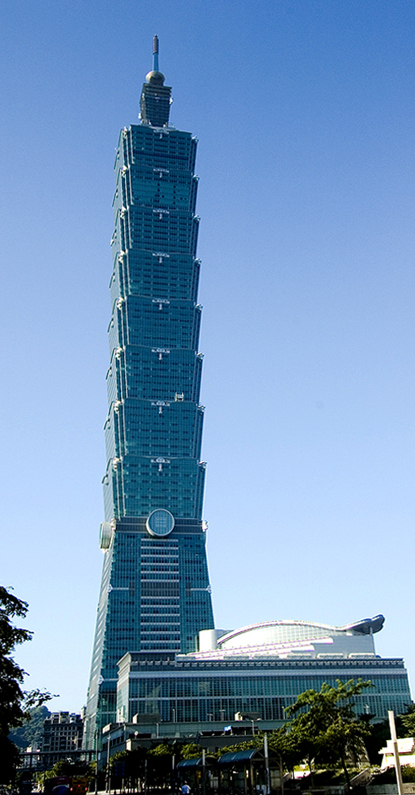
台北101大樓使用調諧質塊阻尼器進行防震

地震工程，又名防震工程，是當建築物受到地震影響時對其結構行為的研究，用以減少地震發生時對於建築物的損害。它是結構設計和土木工程的一環。
喬治·豪司樂教授被視為現代地震工程領域的先驅。

## 目的
地震工程主要宗旨是：
1. 瞭解建築物或是民用基礎設施和地面相互的關係。
2. 預見地震的潛在的後果。
3. 設計，修建和維護結構，使其在地震發生時能達到法規規範下的要求。
4. 一個適當的結構設計不一定是極端的昂貴。
5. 振動控制技術和基礎隔離是地震工程裡最強而有力和最經濟的工具。

## 抗震工法
抗震工法，主要分為制震（或減震）與免震（或隔震）工法。

### 制震
1. 抗震箍筋工法（例如：潤泰集團總裁尹衍樑所發明的「螺旋箍筋工法」）
2. 系統鋼筋工法（例如：戴雲發結構技師所發明的「Alfa Safe系統工法」[3]）
3. 使用阻尼器減震（例如：台北101大樓所使用的調諧質塊阻尼器）

### 免震
1. 橡膠式隔震層
2. 滑動式隔震層

## 地震名詞
- 安全停機地震(Safe Sutdown Earthquake)

根據地質、地震及地層特性，在結構物周圍可能發生之最大地震。簡稱為(SSE)。為能夠確保地震引發之地表震動不影響建築物安全使用或電廠設備安全關機，在設計上允許發生SSE時機件功能受損，但結構物應安全無虞，如一旦發生超過SSE大小之地震時必須關機停止使用，以確保安全，待檢查安全無虞時方能再度開機使用。
- 運轉基準地震(Operating Basis Earthquake)

簡稱為OBE，一般取SSE之地震加速度大小50%或50%以上為OBE，其指可能影響電廠正常運轉之地震，設計地震週期約為25年。
- 設計基準地震(Design Basis Earthquake)

簡稱DBE，指結構物運轉期間可能發生一次之最大地震，設計地表加速度採歷年紀錄之平均值，設計地震周期約為100年。
- 最大可能地震(Max Credible Earthqiake)

簡稱MCE，指結構物地點所能發生之最劇烈地震，地震規模採歷年來之最大值，地表加速度亦採用歷年紀錄之最大值為基準。

## 外部連結
1. Earthquake Performance Evaluation Tool Online（页面存档备份，存于）
2. Vibration control videos（页面存档备份，存于）
3. 地震倒塌的建築常具備哪10項危險因子 住展房屋網 2017-07-20（页面存档备份，存于）
4. 土壤動力暨地震工程重要觀念（页面存档备份，存于）